# Meioneta fratrella
Meioneta fratrella là một loài nhện trong họ Linyphiidae.
Loài này thuộc chi Meioneta. Meioneta fratrella được Ralph Vary Chamberlin miêu tả năm 1919.